# Carcelia iridipennis
Carcelia iridipennis là một loài ruồi trong họ Tachinidae.